# Su e giù (Stefania Orlando)
Su e giù è l'album di debutto della conduttrice televisiva e cantante Stefania Orlando, pubblicato il 29 maggio 2009 per l'etichetta discografica NAR International.

## Descrizione
L'album, composto da otto brani tra cui il singolo d'esordio, Sotto la luna, pubblicato nell'estate 2007, è stato preceduto da un singolo promozionale, l'omonimo Su e giù, in radio dal 22 maggio dello stesso anno.

## Tracce
1. Su e giù
2. Per questa vita
3. Sotto la luna
4. Arrivi giovedì
5. Balla
6. È l'uomo per me
7. L'aria dell'estate
8. Bajo la luna